# Distrito de Ichuña
El distrito de Ichuña es uno de los 11 distritos de la provincia de General Sánchez Cerro, ubicada en el departamento de Moquegua, bajo la administración del Gobierno regional de Moquegua, en el sur del Perú.
Desde el punto de vista jerárquico de la Iglesia católica forma parte de la Diócesis de Tacna y Moquegua la cual, a su vez, pertenece a la Arquidiócesis de Arequipa.

## Historia
Los primeros pobladores que habitaron en la cuenca del Río Alto Tambo fueron de origen Arahuacoc de Guayanas Brasil, quienes se extendieron a todo el continente americano y siglos después, este grupo étnico toma el nombre de Uros Puquina llegando a establecerse en las orilla del Lago Titicaca de la región Altiplánica. Años después, fueron conquistados por la Cultura Quechua del Imperio Tawantinsuyo, conformando uno de los suyos del imperio Inca. En la época de la conquista, después de la llegada de los españoles, el imperio Inca fue avasallado política, social e ideológicamente; los misioneros se dividieron los territorios; es así que en el año 1562, Juan Maldonado Buendía, hace un recorrido por la cuenca del Río Alto Tambo, encontrando a Ichuña como Asiento Minero.
Posteriormente, dirige una carta al Rey de España Felipe II (El Prudente), solicitando su reconocimiento, además de informarle sobre las inmensas tierras ásperas, donde existían otros pueblos que carecían de sacerdotes que profesen la fe española. Años después, Ichuña fue reconocido como curacato de la Doctrina de Ovinas (Ubinas). Pero en el año 1793, el Obispo de Arequipa Don Pedro Josef Chávez de la Rosa, nombra a Ichuña como nueva Doctrina.
En la época republicana oficialmente Ichuña comienza a figurar como distrito, por la ley del 29 de diciembre de 1947 y posteriormente en junio de 1854 Don Emilio de la Flor, Suprefecto de la Provincia de Moquegua informa al Ministro de Gobierno y Obras Públicas que Ichuña tenía como pago a Yunga, Lloque, Chojata, Exchaje, Coroise, Pachas y otros Caseríos como unidad geográfica. Tras diversos estudios y hallazgos obtenidos por los responsables del proyecto Fortalecimiento y Valoración de la Identidad Cultural, se llegó a la conclusión que el 19 de abril de 1562, Ichuña es reconocida como Asiento Minero de los españoles. Esta propuesta fue aprobada por la Sesión Ordinaria de fecha 28 de diciembre de 2011 y plasmada bajo la Ordenanza Municipal N° 009-2011-MDI-A.

## Límites
Ichuña, tiene como límites los siguientes:
- Por el norte: Distrito de Mañazo (Departamento de Puno)
- Por el Sur  : Distrito de Lloque – Chojata
- Por el Este : Distrito de San Antonio y Laraqueri (Departamento de Puno)
- Por el Oeste: Distrito de Ubinas y Yunga

## Características físicas

### Relieve
El territorio del Distrito de Ichuña está conformado por una topografía muy ondulada y variada desde las ondas quebradas de Totalaque hasta la cordillera de Hualka, en la parte este; el relieve está formado por montañas con vertientes entre regulares y fuertemente accidentadas,  colinas (altas, bajas), altiplanicies ligeramente disertadas, laderas escarpadas y fondos de valles, los cuales son el resultado del proceso de meteorización, erosión y transporte de la estructura geológica formado en miles de años.
No obstante la mayor parte de la corteza terrestre está cubierta de pajonal andino; una vegetación conforma por gramíneas perennes de 60 a 80 centímetros de altura y con crecimiento en champas aisladas, entre las que crecen hierbas más pequeñas. Las especies más frecuentes de gramíneas son la paja brava,  el ichu en sus d iferentes variedades, los bofedales o humedales, son los sectores permanentemente húmedos donde se desarrollan conjuntos de vegetación muy densos, cuyos restos compuestos dan origen a un suelo orgánico profundo y turboso.

### Clima
El comportamiento del clima en el espacio distrital es muy variado las temperaturas son muy diferenciados entre el día y la noche; la temperatura media es superior a 0 °C e inferior a 5 °C, las máximas oscilan entre 10 °C y 20 °C y las mínimas van de -9 °C a -15 °C, en líneas generales el aspecto ambiental es frío y seco con vientos moderados a intensos en el invierno. 
- Precipitaciones: de acuerdo a los registros recogidos por la estación meteorológica de Ichuña la precipitación fluvial es regular. La precipitación máxima mensual es de 390.3 mm (enero)  y la precipitación mínima mensual es de 1.2 mm (mayo), y la precipitación promedio anual es de 138.4 mm.
- Humedad Relativa: a nivel medio mensual los valores de humedad relativa varían entre 63.8 % (octubre) y 80,3 % (febrero), siendo el promedio anual de 72,9 %, la humedad relativa máxima es de 89,8 % (marzo) y la humedad relativa mínima baja hasta 51.4 % (octubre).

### Hidrografía
La fuente hidrográfica está formado por pequeñas escalas de ríos y arroyos permanentes y temporales a lo largo y ancho del territorio distrital; las cuales son afluentes del río Ichuña que posteriormente forma parte de la cuenca del Río Alto Tambo que desemboca al océano Pacífico en la región de Arequipa. El recorrido más largo nace desde las faldas de la cordillera Hualka y Laramquta, con una distancia de 276  kilómetros hasta desembocar al mar, inicialmente toma el nombre de Tuqllaqullu luego alimentado por los riachuelos es denominado de río Tolapampa; poco después al unirse su caudal con el río Huancarani cuyas aguas nacen desde las cordilleras desde la Región Puno, (distrito de Juncal)  frente de la comunidad de Crucero, cuyo nombre pasa a ser río Ichuña. Los principales riachuelos considerados dentro de esta cuenca son: río Qamaka, río Tisimani, río Chaje, río Lluchuni, río Itapalloni, río Umalso.

## Demografía
La población estimada en el año 2000 era de 2 899 habitantes.
Está conformado por 25 comunidades campesinas, que están asentadas en ambas márgenes del río Ichuña (Cuenca Alto Tambo), que determinan una marcada dispersión de sus comunidades.

## Autoridades

### Municipales
En el Perú, los alcaldes son elegidos mediante voto universal y secreto desde el año 1963. Estas elecciones se interrumpieron entre 1969 y 1979. Desde el año 1999 el periodo de gobierno municipal es de cuatro años.
- 2019 - 2022[4]
  - Alcalde: Ángel Paulino Mamani Roque, de Frente de Integración Regional Moquegua Emprendedora FIRME.
  - Regidores:

  1. Basilio Rubén Ventura Bautista (Frente de Integración Regional Moquegua Emprendedora FIRME)
  2. Domingo Longines Gerónimo Chambilla (Frente de Integración Regional Moquegua Emprendedora FIRME)
  3. Alberta Ventura Apaza (Frente de Integración Regional Moquegua Emprendedora FIRME)
  4. Maritza Banegas Mendoza (Frente de Integración Regional Moquegua Emprendedora FIRME)
  5. Cristóbal Aquilino Arce Asencio (Unión por el Perú)

#### Anteriores alcaldes
- 1999 - 2002: Porfirio Pari Ventura, Frente Municipal Vamos Sánchez Cerro.
- 2003 - 2006: Julio Constantino Apaza Geronimo
- 2007 - 2010: Melecio Eleusipo Flores Ventura
- 2009       : Joaquín Atencio Álvarez
- 2010       : Pedro Cuela Chambilla
- 2011 - 2013: Melecio Eleusipo Flores Ventura
- 2014       : Delia Casilla Mamani
- 2015 - 2018: Juan José Casilla Maldonado

### Gobierno Interior
- 2011-2014
  - Gobernador: Saúl Chambilla Ventura
- 2015-2016
  - Subprefecto: Héctor A. Ramos Tacuri
- 2017-2018
  - Subprefecto: Jesús Ventura Bautista
- 2019-2021
  - subprefecto: Orlando Germán Casilla Maldonado

## Festividades
- 1 de mayo fiesta de virgencita de chapi
- 3 de mayo: Fiesta de las Cruces
- 24 de junio: Fiesta de San Juan
- 29 de junio: Fiesta de San Pedro
- 31 de julio: San Ignacio de Loyola